# Braken (Wald)

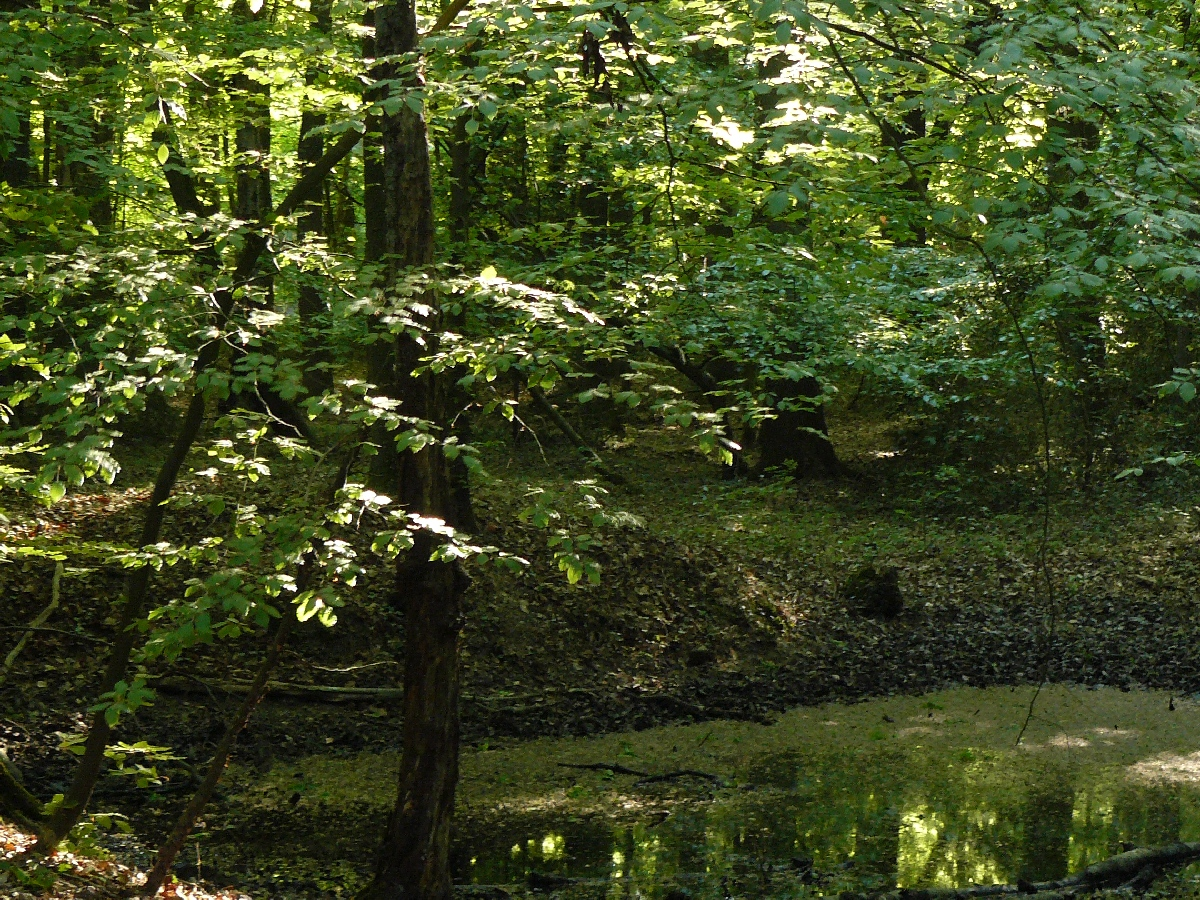
Typische Senke mit Staunässe im Naturwald Braken

Koordinaten: 53° 25′ 20″ N, 9° 29′ 34″ O
Der Braken ist ein 654 Hektar großer Naturwald im Dreieck zwischen den Orten Harsefeld, Ahlerstedt und Kammerbusch im Landkreis Stade. Der Wald ist Bestandteil des 1989 ausgewiesenen Naturschutzgebietes „Braken und Harselah“. Seit dem Jahr 2000 steht der Braken auch unter dem Schutz der europäischen Fauna-Flora-Habitat-Richtlinie.

## Bodenverhältnisse
Der Naturwald liegt auf dem Zevener Geestrücken und bildet das Quellgebiet mehrerer Bäche. Die Bodenverhältnisse sind überwiegend staufeuchte bis staunasse, z. T. auch stark wechselfeuchte und gut nährstoffversorgte Geschiebemergel, die teilweise mit Sand überlagert sind. Sehr stark grundwasserbeeinflusst ist die Niederung des Brakenbaches. Im Südosten reichen die Ausläufer des Kahlen Moores in den Braken hinein.

## Flora
Die Waldgesellschaften des Braken bestehen großenteils aus der natürlichen Flora. Es handelt sich um Eichen-Hainbuchenwald, Hainsimsen-Buchenwald, Waldmeister-Buchenwald, atlantischer saurer Buchenwald mit Unterholz aus Stechpalme und Eibe, Auwald mit Erle und Esche sowie Moorwald. Zahlreiche seltene und gefährdete Pflanzenarten (z. B. Leberblümchen) kommen im Gebiet vor.

## Geschichte
Der Braken wurde bereits im Mittelalter erwähnt, er wurde von den Benediktinermönchen des nahen Klosters Harsefeld vor Raubbau geschützt. Weil der Wald historisch sehr alt ist, überlebte in hoher Artenzahl eine charakteristische Fauna und Flora. Einige Teile des Brakens wurden im letzten Jahrhundert mit Nadelbäumen bepflanzt, doch die starke Bodennässe sorgte dafür, dass der ursprüngliche Bewuchs weitgehend erhalten blieb.